# Sal of Singapore
Sal of Singapore este un film mut dramatic american din 1928, regizat de Howard Higgin. La a doua ediție a Premiilor Academiei din 1930, Elliott J. Clawson a fost nominalizat la premiul Oscar la categoria „Cel mai bun scenariu”. Există imprimări complete ale filmului.
Decorurile filmului au fost realizate de directorul artistic Edward C. Jewell.

## Distribuție
- Phyllis Haver în rolul Sal
- Alan Hale în rolul căpitanului Erickson
- Fred Kohler în rolul căpitanului Sunday
- Noble Johnson în rolul adjunctului lui Erickson
- Dan Wolheim în rolul celui de-al doilea adjunct al lui Erickson
- Jules Cowles în rolul lui Cook
- Pat Harmon în rolul adjunctului lui Sunday
- Harold William Hill în rolul Baby